# Zeitgrad
Der Zeitgrad (engl.: efficiency rate) ist das Verhältnis von vorgegebener Sollzeit zu erzielter Istzeit (vergl. Zeitermittlung). Er wird als Quotient aus der Summe der Vorgabezeiten und der Istzeiten von Menschen in einer Periode berechnet. Er hat seine besondere Bedeutung im Akkordlohn
{\displaystyle {\text{Zeitgrad}}\cong {\frac {\text{Vorgabezeit}}{\text{Istzeit}}}\cdot 100\,}
Der Zeitgrad kann für eine oder mehrere Personen, eine Abteilung oder einen ganzen Betrieb bestimmt werden und wird dem Arbeitsplatz zugeordnet. Mittlere Zeitgrade können in der Kapazitätsplanung und der Kalkulation zur Korrektur der ermittelten Vorgabewerte verwendet werden. In einem solchen Fall muss aber dem Risiko des so genannten Durchlaufzeitsyndroms Rechnung getragen werden.
Der Zeitgrad muss vom Leistungsgrad streng unterschieden werden. Der Zeitgrad wird rechnerisch für eine zurückliegende Periode ermittelt, der Leistungsgrad dagegen bei einer Zeitstudie nach REFA im Moment der Beobachtung beurteilt.